# Zahalți, Borodeanka
Zahalți (în ucraineană Загальці) este localitatea de reședință a comunei Zahalți din raionul Borodeanka, regiunea Kiev, Ucraina.

## Demografie
Componența lingvistică a localității Zahalți
     Ucraineană (97,29%)
     Rusă (2,51%)
     Alte limbi (0,1%)
Conform recensământului din 2001, majoritatea populației localității Zahalți era vorbitoare de ucraineană (97,29%), existând în minoritate și vorbitori de rusă (2,51%).